# Дмитриј Муратов
Дмитриј Андрејевич Муратов (рус. Дми́трий Андре́евич Мура́тов; 29. октобар 1961) руски је новинар, уредник и борац за људска права. Оснивач је и главни уредник руских новина Новаја газета. Он и Марија Реса су 2021. године добили Нобелову награду за мир „за напоре да заштите слободу изражавања, што је предуслов за демократију и трајни мир”.

## Биографија
Рођен је у Кујбишеву 29. октобра 1961. године. Године 1983. дипломирао је на Филолошком факултету Кујбишевског државног универзитета, након чега је служио у Совјетској армији (1983—1985). Од децембра 1994. до јануара 1995. био је специјални дописник листа у зони борбених дејстава у Чеченији. 2004. придружио се Руској партији Јаблоко.
Године 2021. је добио Нобелову награду за мир за напоре заштите слободе изражавања. Дана 22. марта 2022. Муратов је одлучио да своју Нобелову награду поклони на аукцији за избеглице из Украјине.